# Jordi Domènech Casal
Jordi Domènech Casal   (Girona, 1976 - Montmeló, 23 de maig de 2023) fou un docent, pedagog i divulgador científic català, impulsor de projectes d'innovació educativa.
Es va doctorar en biologia i llicenciar en humanitats, amb una tesi sobre l'«Estudi de la relació estructura funció en metal·lotioneïnes d'invertebrats, protozous i plantes». Va començar la seva carrera professional dedicant-se a la divulgació científica i a la investigació, però posteriorment es va incorporar a un institut com a professor de secundària. També va treballar com a professor associat al Departament de Didàctica de les matemàtiques de la Universitat Autònoma de Barcelona i a la Facultat de Ciències de l'Educació, des d'on va participar en diversos projectes europeus d'innovació educativa.
Al llarg de la seva trajectòria va ser membre de diversos grups d'innovació docent, com EduWikiLab, betacamp.cat, STEAMcat o el Grup LIEC. El 2018 va guanyar el Premi Marta Mata de pedagogia. El 2019 va publicar el llibre Aprenentatge basat en projectes, treballs pràctics i controvèrsies, que va ser editat en català, castellà i euskera.
Les seves principals aportacions han estat en:
- la didàctica de les ciències creant diversos itineraris de projectes per les assignatures de ciències de l'ESO, com el Minerva[7] i Saravasti.[8]
- el desenvolupament d'eines lingüístiques per a pensar la ciència,[9] principalment en forma de bastides.
- publicacions reflexionant sobre conceptes com STEM, aprenentatge basat en projectes (ABP), l'organització de centres educatius de secundària i sobretot l'ensenyament de les ciències.

## Publicacions
- Aprenentatge Basat en Projectes, Treballs pràctics i controvèrsies. 28 experiències i reflexions per a ensenyar ciències. Rosa Sensat: Barcelona (2019).
- Mueve la Lengua, que el cerebro te seguirá. 75 acciones lingüísticas para enseñar a pensar Ciencias. Graó: Barcelona (2022)
- Aprenentatge Basat en Projectes per a STEM. Breu manual pràctic. Rosa Sensat: Barcelona. (2023).

## Premis
- 2007 - Premi Joan Oró a la Divulgació de la Recerca Científica per l'article «Carta d'un caçador de metalls»[10]
- 2011 - Premi Prisma a la millor web de divulgació científica per «Llegint el llibre de la vida»[11]
- 2018 - Premi Marta Mata[12]
- 2021 - 31a edició del Premi Joan Profitós d'Assaig pedagògic[13]
- Les activitats LifeBricks, Epidemics, xyzStars, EarthFluidCongress, Retorn Karlsruhe, Hunting Exos premiades en diverses convocatòries de Ciencia en Acción[14]